# Louis John Daroux
Louis John Daroux (* 22. September 1870 in Addisons Flat, Neuseeland; † 24. Mai 1948 in Wellington) war ein neuseeländischer Fotograf.

## Leben und Werk
Louis John Daroux war ein Sohn des Ehepaars Henri und Jane Daroux, geb. McPeak. Er hatte einen Zwillingsbruder namens James Daroux, der ebenfalls Fotograf wurde und sich spätestens 1905 mit der Adresse 45 Vivian Street in Wellington niederließ, und eine Schwester namens Marguerite Fama. Vermutlich erlernte er das Fotografenhandwerk im späten 19. Jahrhundert.
Louis John Daroux dokumentierte das Leben auf Neuseeland und Samoa, Fidschi, Tonga etc. Nachdem er zunächst als Wanderfotograf gearbeitet hatte, zog er nach Wellington, wo er von 1906 bis 1908 ein Fotostudio mit der Adresse 57 Vivian Strett hatte. Später befasste er sich mit der Landwirtschaft; ab 1916 war er Farmer in Manakau. 1930 ließ er sich eine Methode, Vieh zu kastrieren, patentieren, und gründete Daroux Emasculators Limited. Diese Firma hatte ihre Büros in Wellington, 34 Customhouse Quay, und existierte bis 1975. Daroux war im Interesse dieser Firma in den späten 1930er Jahren viel in Australien unterwegs.
In der Alexander Turnbull Library in Wellington befindet sich die Louis John Daroux Collection. Sie umfasst rund 700 Glasnegative und etwa 425 Drucke seiner Fotografien. Die Turnbull Library hatte 1948 schon den fotografischen Nachlass von James Daroux aufgekauft.
Eine Aufnahme aus dem Jahr 1901 zeigt Moifaa, das Pferd, das 1904 in England unter Arthur Birch das Grand-National-Hindernisrennen gewann, mit seiner damaligen Mitbesitzerin, Mrs. Ellingham, und seinem damaligen Reiter D. Watt.